# Wiesław Hartman
Wiesław Hartman (* 23. Oktober 1950 in Kwidzyn; † 24. November 2021 in Kwidzyn) war ein polnischer Springreiter.

## Karriere
Wiesław Hartman belegte bei den Olympischen Sommerspielen 1980 in Moskau auf seinem Pferd Norton im Springreiten-Einzel den 6. Platz und gewann im Mannschaftswettkampf die Silbermedaille. 1984 gewann er bei den Wettkämpfen der Freundschaft, die als Gegenveranstaltung zu den Olympischen Sommerspielen 1984 in Los Angeles von den Ländern des sozialistischen Lagers ausgetragen wurden.